# Национална партия (Чехия)
Вижте пояснителната страница за други значения на Национална партия.
Национална партия (на чешки: Národní strana) e крайнодясна политическа партия в Чехия, функционирала в периода от 2002 до 2011 година, с председател Петра Еделманова.
В началото на 2008 година партията съобщава, че е създала Национална гвардия, в която само за няколко месеца са се записали около 2000 кандидати. Според думите на партийната лидерка Петра Еделманова, тази невъоръжена, полувоенизирана групировка е имала готовност да се явява не само по време на партийни форуми, но и да се включва в отстраняването на щетите по време на природни бедствия.
През 2009 година, в предизборния материал на партията се говори за „окончателно решение на ромския въпрос“. На фона на кадри с цигани е изписан лозунгът „Да спрем да облагодетелстваме ромите“. Видео клипът е излъчен по държавната телевизия, след което нейният генерален директор Иржи Янечек обещва, че материалът няма да бъде показван повече. По този повод министърът на вътрешните работи Мартин Пецина заявява, че ще се опита да издейства забрана на Националната партия.
Партията е забранена от Върховния административен съд на 17 август 2011 година.